# Église Saint-Martin-de-Vertou de Saché
Pour les articles homonymes, voir Église Saint-Martin-de-Vertou.
L'église Saint-Martin-de-Vertou de Saché est une église paroissiale affectée au culte catholique dans la commune française de Saché, dans le département d'Indre-et-Loire.
L'édifice est inscrit comme monument historique en 1935.

## Histoire
L'église est dédiée au culte de Martin de Vertou.
L'église est inscrite comme monument historique en mars 1935.

## Pour en savoir plus